# Samuel Guyer
Heinrich Johann Samuel Guyer (* 31. Mai 1879 in Marseille; † 26. August 1950 in Bern) war ein Schweizer Kunsthistoriker.
Samuel Guyer wurde 1879 als Sohn des deutsch-schweizerischen Pfarrers in Marseille, Johannes Gujer, und seiner Frau Emma Eugenie geboren. Nach der Schulbildung in Südfrankreich und am Gymnasium in Basel von 1892 bis 1898 studierte er in Zürich zunächst Theologie. Nach dem Staatsexamen verlegte er sich auf Kunstgeschichte, wo er 1906 mit der von Johann Rudolf Rahn angeregten Arbeit Die christlichen Denkmäler des 1. Jahrtausends in der Schweiz promoviert wurde. Danach galt seine Forschung vor allem der frühchristlichen Architektur in Kleinasien und Nordmesopotamien. Eine erste Reise führte ihn 1906 nach Kilikien, im Jahr darauf reiste er nochmals dorthin, wo er gemeinsam mit Ernst Herzfeld die Bauten von Meriamlik und Korykos erforschte. 1910/11 besuchte er Amida, das heutige Diyarbakır in der Südosttürkei, und Samarra im heutigen Irak, wo er sich an den Grabungen beteiligte. Die folgenden Jahre brachten weitere Reisen nach Nordmesopotamien. Für das Werk Archäologische Reise im Euphrat- und Tigris-Gebiet (1907/08) von Ernst Herzfeld und Friedrich Sarre bearbeitete er die Denkmäler von Resafa (Sergiopolis) im heutigen Syrien. In seinen späteren Arbeiten ab 1930 widmet er sich vor allem der Verarbeitung des auf seinen Reisen erbrachten Materials. Er beschäftigte sich mit den Zusammenhängen zwischen der kleinasiatischen und der abendländischen Sakralarchitektur. Dabei vertritt er die Ansicht, dass verschiedene Elemente mittelalterlicher Kirchenbauten wie kreuzförmiger Grundriss, Vierung und Vierungsturm bereits in den Bauten Anatoliens ab dem 6. Jahrhundert vorweggenommen sind.
Samuel Guyer hat nie eine akademische Position innegehabt. Nachdem im Ersten Weltkrieg sein Besitz in Istrien verlorengegangen war, verbrachte er seine späteren Jahre in Florenz, München und der Schweiz. Dort arbeitete er bis zu seinem Tod 1950 an der Aufnahme schweizerischer Denkmäler. Er war seit 1909 mit Hanna Bäschlin verheiratet, das Paar hatte drei Töchter.
Samuel Guyers Nachlass befindet sich in der Burgerbibliothek Bern. Er umfasst hauptsächlich dessen wissenschaftliche und publizistische Arbeiten. Diese sind durch Fotografien zu den Reisen im Nahen Osten illustriert und durch Typoskripte und Sonderdrucke dokumentiert. Persönliche Unterlagen sind im Nachlass kaum vorhanden. Ebenfalls darin überliefert sind jedoch Unterlagen zu weiteren Familienmitgliedern.

## Schriften (Auswahl)
- Die christlichen Denkmäler des 1. Jahrtausends in der Schweiz, Dieterich’sche Verlagsbuchhandlung, T. Weicher, 1907
- Meine Tigrisfahrt, Dietrich Reimer Berlin 1923
- mit Harry Spanner und Friedrich Sarre: Rusafa, die Wallfahrtsstadt des heiligen Sergios, Dietrich Reimer Berlin 1926
- Venedig : Bauten und Bildwerke; Mit einem kunstgeschichtlichen Abriss, Dr. B. Filser Augsburg 1927
- mit Ernst Herzfeld: Meriamlik und Korykos. Zwei christliche Ruinenstätten des rauhen Kilikiens (= Monumenta Asiae Minoris antiqua. Bd. 2 = Publications of the American Society for Archaeological Research in Asia Minor. Bd. 2, ZDB-ID 972862-4). Longmans, Green & Co, London u. a. 1930.
- Grundlagen mittelalterlicher abendländischer Baukunst : Beiträge zu der vom antiken Tempel zur kreuzförmigen Basilika des abendländischen Mittelalters führenden Entwicklung, Benziger 1950